# Kaixtiliaix III
Kaixtiliaix III o Kaštiliaš III va ser un rei cassita de Babilònia, Accàdia, Khana i altres regions. Va succeir al seu pare Burnaburiaix I. Va regnar a la primera meitat del segle xv aC.
El nom de Kaixtiliaix III es troba a una anomenada Llista sincrònica de reis, que no deixa clar si realment va regnar, i indica que era germà d'Ulamburiaix, i d'aquest se sap segur que va ser rei.